# GrafX2
GrafX2 — растровий графічний редактор, орієнтований на pixel art, що позиціонується в якості вільного аналога таких програм як Deluxe Paint і Brilliance для Amiga.

## Історія
Перша версія редактора була написана в липні 1996 року для платформи MS-DOS. В період 1996-1997рр. ця програма розповсюджувалася безкоштовно, і на той час була найбільш популярним графічним редактором в середовищі артистів демосцени. Розробка згодом була зупинена через брак вільного часу у розробників, тож було вирішено відкрити джерельний код на умовах вільної ліцензії GNU GPLv2.
У 2004 році було створено та опубліковано неофіційний порт для платформи MS Windows (у вигляді бінарного виконуваного файлу) учасниками демогрупи Eclipse, проте джерельний код цієї версії не було опубліковано.
У 2007 році джерельний код оригінальної версії для MS-DOS було переписано для того щоб додати підтримку роботи на сучасних платформах, зокрема було вирішено використати програмну бібліотеку Simple DirectMedia Layer. Метою було створення редактора піксельної графіки для GNU/Linux, та використання бібліотеки SDL1.x також надало можливість портувати програму для багатьох інших платформ, включно з MS Windows. Подальшу розробку GrafX2 було зосереджено навколо цієї версії і до переліку первинних задач входило додавання усіх можливостей попередніх версій а також виправлення помилок виявлених у попередніх версіях.

## Можливості та особливості програми
Що робило програму GrafX2 цікавою в той час коли її було вперше представлено у 1996 році це те що вже тоді програма могла відображати зображення майже всіх розмірів підтримуваних платформою Amiga. Це дозволяло використовувати програму як переглядач зображень для користувачів PC. Це було реалізовано програмуванням нижнього рівня відеокарт, шляхом використання X-Modes у комбінації з налаштуванням VESA. Порти на основі SDL можуть працювати на платформах що мають високу роздільну здатність моніторів, тож це дозволяє використовувати програмне масштабування для емуляції моніторів з низькою роздільною здатністю. Опції масштабування містять кілька режимів для емуляції не квадратних пікселів, що дозволяє редагувати зображення призначені для відображення на моніторах застарілих 16- чи 8-бітних мікрокомп'ютерах, що мають такі відеорежими.
Усі версії програми підтримують малювання в режимі індексованих кольорів, з кількістю кольорів до 256 включно. Редактор палітр має дуже широкий асортимент опцій для здійснення різноманітних операцій з зображенням та палітрою зображення. Зокрема в перелік функцій для графіки консолей та мобільних ігрових платформ входять можливості для створення спеціальних ефектів шляхом маніпуляції кольорами та палітрами зображення: заміна палітр, циклічна зміна кольорів, прозорі кольори для спрайтів.
Графічний інтерфейс користувача GrafX2 складається з панелі інструментів з основними інструментами малювання а також з кількох модальних та контекстних меню. Для роботи з програмою рекомендується використовувати мишу та клавіатуру, хоча завдяки широким налаштуванням комбінацій клавіш можна працювати навіть без використання миші.
Робоче вікно можна розділити на дві зони: ліворуч — зона редагування в масштабі 1:1, а праворуч — зона редагування у збільшеному масштабі. Малювання у зоні зі збільшеним масштабом дозволяє точніше встановлювати положення курсора миші.
Основні інструменти малювання відповідають принципам програми Deluxe Paint:
- пензель — це одна з вбудованих монохромних форм, або ж частина кольорового зображення скопійована у буфер користувачем. Пензель відображається прикріпленим під вказівником курсора миші, що надає акуратний попередній перегляд.
- інструмент що ставить пензель на зображенні у кількох місцях — малювання від руки, пряма лінія, круг, крива, аерограф тощо.
- набір ефектів що змінюють спосіб малювання пікселів (опціонально) — для прикладу режим затінення ігнорує колір пензля, і освітлю чи затемнює зображення залежно від того які клавіші миші використовуються (а також залежно від визначеного користувачем діапазону кольорів). Деякі ефекти є класичними для графічних редакторів зображень у форматі 24bit RGB (прозорість, згладжування, розмивання), але їх ефективність у GrafX2 обмежена попередньо визначеними кольорами у палітрах.

### Скрипти
GrafX2 підтримує розширення можливостей із допомогою скриптів на мові Lua.

## Підтримувані формати
- PKM (Sunset Design) — це власний формат програми GrafX2, котрий було створено в перших версіях програми, перед тим як було реалізовано повноцінну роботу з форматом GIF.
- BMP (Microsoft, BMP file format)
- CEL, KCF (K.O.S. Kisekae Set System)
- GIF (Compuserve)
- IMG (Bivas)
- LBM (Electronic Arts)
- PAL
- PCX (Z-Soft)
- PI1, PC1 (Degas Elite)
- PNG (Portable Network Graphics) — лише у версіях для Windows та версіях на основі SDL.
- SCx (Colorix)
- NEO (NeoChrome)
- JPEG — підтримується лише імпорт.
- TGA (Truevision TGA) — підтримується лише імпорт.

## Порти
У 2013 році GrafX2 було портовано для платформи KolibriOS.
Станом на 2018 рік, порти на основі SDL працюють на великій кількості платформ, зокрема протестовано роботу на популярних платформах Linux, FreeBSD, Windows, Mac OS X, також протестовано і на менш поширених платформах таких як AmigaOS 3.x для 68k, AmigaOS 4.0 для PPC, BeOS та Haiku, MorphOS для PPC, AROS для x86, SkyOS, Atari MiNT для Atari Falcon030 та Atari TT. Окрім того GrafX2 портовано та протестовано на кишеньковій ігровій консолі GP2X, а версію для Windows протестовано на платформі MS-DOS з використанням HX DOS Extender.

## Дивіться також
- Порівняння растрових графічних редакторів